# Ugra (Románia)
Ugra (vagy Szászugra, románul Ungra, németül Galt) falu Romániában, Erdélyben, Brassó megyében.

## Fekvése
A történeti Királyföld keleti szélén, Fogarastól 40 km-re északkeletre, az Olt jobb partján fekszik.

## Története
Először 1211-ben, Noilgiant néven, majd 1222-ben Noilat, 1366-ban Ugra, 1400-ban Galt, 1488-ban Gald, 1532-ben Galde néven említették. Mellette a rómaiak castrumot építettek, amely 1211-ig fennmaradt. Szász alapítású település, 1376 és 1493 között a Szentpáli család birtoka volt. 1529–1531-ben lakossága nagy részét a török kiirtotta. Ezután részben székelyekkel, részben szászokkal telepítették újra. Az egyformán evangélikus hitre tért két etnikum közösen vezette a falut. 1658-ban a tatárok teljes népességét kipusztították, ezután ismét vegyes, szász–magyar népességgel települt újjá. A szászok a környező falvakból, a magyarok Halmágyról, Székelyzsomborból és Kóborból érkeztek. Minden harmadik vasárnap magyar nyelvű istentiszteleteket tartottak és rendszeres volt a szászok és magyarok közti komaság. 1701-ben a templomi ülőhelyek feljegyzéséből kiderül, hogy 62 szász és 34 magyar nő élt a településen. A 18. században a magyarok nyelvükben elszászosodtak, de nyomuk megőrződött a magyar eredetű családnevekben, jövevényszavakban és határnevekben.
Kőhalomszékhez, 1876 után Nagy-Küküllő vármegye Kőhalmi járásához tartozott. 1945 után 18 házát a Kőhalmi állomáshoz csatolták.

## Népessége
- 1850-ben 1095 lakosából 543 volt német, 336 román és 216 cigány nemzetiségű; 551 ortodox és 541 evangélikus vallású.
- 1900-ban 1407 lakosából 680 volt román, 550 német, 142 magyar, 23 cigány és 12 szlovák anyanyelvű; 662 ortodox, 538 evangélikus, 79 római katolikus, 43 unitárius, 37 református, 34 görögkatolikus és 14 zsidó vallású.
- 2002-ben 1267 lakosából 707 volt cigány, 487 román, 41 magyar és 31 német nemzetiségű; 1208 ortodox, 25 evangélikus és 18 római katolikus vallású.

## Látnivalók
- Evangélikus erődtemploma eredetileg román stílusú bazilikának épült a 13. században, a római castrum köveinek felhasználásával. Az eredeti templomból fennmaradtak a kórus, a diadalív, a nyugati kapuzat, az egykori torony alatti tér, valamint egy ikerablak nyomai a főhajóban. 1500-ban mellékhajóit lebontották és erődítésekkel vették körül. 1658-ban a tatárok megostromolták, bevették és a falai közé menekült lakosokat felkoncolták. Szalmatetejét 1702-ben zsindelyre cserélték. 1843-ban elbontották valószínűleg középkori eredetű, az 1802-es és 1829-es földrengésben megsérült tornyát és helyette a templomerődön kívül haranglábat építettek. Védőrendszere a kerítőfalon kívül egy kaputoronyból, egy ötszögű bástyából és egy délnyugati toronyból áll.[3]
- Ortodox temploma a 18. században épült.

## Híres emberek
- Itt született Bucur Șchiopu kommunista politikus, mezőgazdasági miniszter.

## Képek

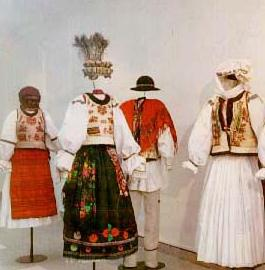
Ugrai román viselet
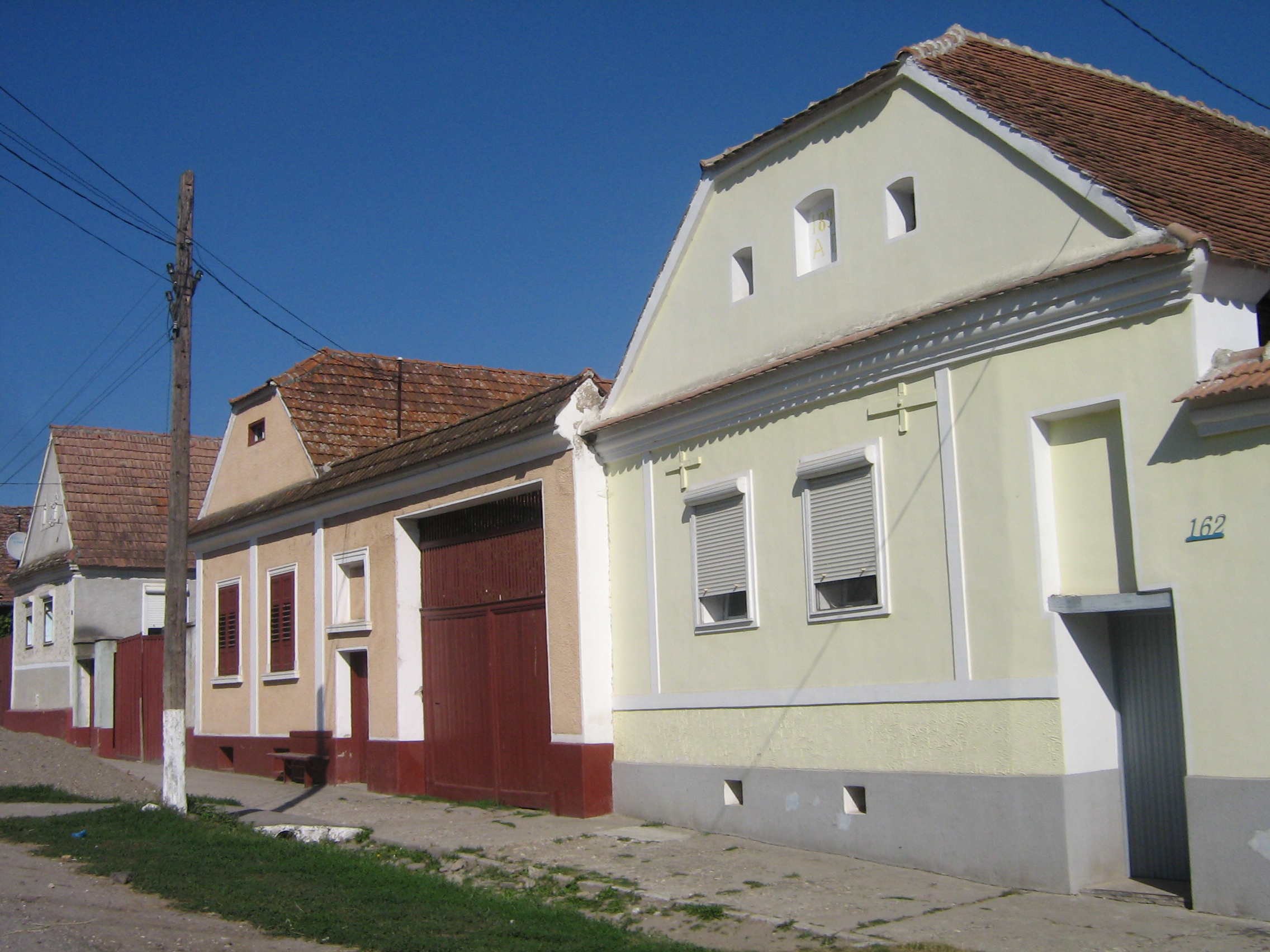
Főutcai házak